# Gastone Manacorda
Gastone Manacorda (Roma, 10 maggio 1916 – Roma, 27 aprile 2001) è stato uno storico italiano.

## Biografia
Era fratello del pedagogista Mario Alighiero e del critico letterario Giuliano. Insieme formarono una illustre famiglia di intellettuali comunisti che hanno segnato la storia degli studi marxisti italiani. Suo figlio Giorgio è un germanista, poeta e scrittore. 
Gastone Manacorda fu tra i fondatori della rivista Studi storici e della Fondazione Gramsci, ha insegnato storia contemporanea e storia dei partiti politici nelle università di Catania, Napoli e Roma. Collaboratore di istituzioni quali la Giunta centrale per gli studi storici e l'Istituto Nazionale per la Storia del Movimento di Liberazione in Italia, ha svolto un ruolo importante nel campo dell'organizzazione culturale ed editoriale, particolarmente quella legata al Partito Comunista Italiano. Ha diretto Società e le Edizioni Rinascita ed è stato consulente della Einaudi. 
Nel 1956, all'indomani dell'invasione sovietica dell'Ungheria, manifestò il suo dissenso verso la posizione ufficiale del PCI.

## Opere principali
- Sulle origini del movimento operaio in Italia, Firenze, Leonardo, 1947
- Il movimento operaio italiano attraverso i suoi congressi: dalle origini alla formazione del Partito socialista, 1853-1892, Roma, Rinascita, 1953
- Il socialismo nella storia d'Italia. Storia documentaria dal Risorgimento alla Repubblica, Bari, Laterza, 1966;
- Storiografia e socialismo: saggi e note critiche, Padova, Liviana, 1967
- Crisi economica e lotta politica in Italia, 1892-1896, Torino, Einaudi, 1968
- Sturzo e Giolitti, Roma, Edizioni di Storia e letteratura, 1973
- Rivoluzione borghese e socialismo: studi e saggi, Roma, Editori riuniti, 1975
- Dalla crisi alla crescita: crisi economica e lotta politica in Italia, 1892-1896, Roma, Editori riuniti, 1993